# ال بانکو
ال بانکو (به اسپانیایی: El Banco) یک سکونتگاه مسکونی در کلمبیا است که در بخش ماگدالنا واقع شده‌است.

## خصوصیات
ال بانکو ۸۲۰ کیلومترمربع مساحت و ۵۳٬۵۴۴ نفر جمعیت دارد و ۲۵ متر بالاتر از سطح دریا واقع شده‌است.